# Joan Martínez Vilaseca
Joan Martínez Vilaseca, deportivamente conocido como Martínez Vilaseca o simplemente Martínez (Manresa, Barcelona; 4 de marzo de 1943-Barcelona, 19 de septiembre de 2021) fue un jugador y entrenador de fútbol español. La mayor parte de su carrera como futbolista la desarrolló en el RCD Español. Como técnico trabajó básicamente en el fútbol base del FC Barcelona.

## Trayectoria

### Como jugador
Durante su juventud, alternó la práctica de la natación con el fútbol, deporte por el que se decantó finalmente. Sus primeros pasos como futbolista los dio en equipos de su localidad natal, Manresa: primero en los infantiles del Alba, luego en los juveniles del Gimnástico de Manresa y finalmente en el Club Esportiu Manresa. Su rendimiento como extremo izquierdo con el primer equipo manresano, en Tercera División, despertó el interés de varios equipos de Primera División, entre ellos el Real Madrid, el FC Barcelona y el Valencia CF. Pero fue finalmente el RCD Español quien se hizo con sus servicios en 1963.
Permaneció nueve temporadas en el equipo periquito, todas en Primera División, salvo una campaña en Segunda. Destacó por su polivalencia, ya que empezó a jugar como extremo zurdo, pero también se desempeñó como interior y volante por ambas bandas, e incluso llegó a jugar en defensa como lateral. En total, disputó 113 partidos con la camiseta blanquiazul en la máxima categoría, logrando trece goles. Tras no entrar en los planes del técnico José Emilio Santamaría, abandonó el RCD Español al finalizar la temporada 1971/72, fichando por el Levante UD de Tercera División. En su primer año con los granota logró el ascenso a Segunda División, donde jugó una temporada. Tras esta, dejó el fútbol profesional y jugó como amateur en el CE Europa y el CE L'Hospitalet, mientras estudiaba para obtener el título de monitor de educación física.

### Como técnico
Tras su retirada, y a pesar de haber estudiado peritaje mercantil y el oficio de su padre, tallista de muebles, de decantó por trabajar como profesor y entrenador infantil en la escuela Xaloc. Posteriormente, entrenó al equipo infantil del RCD Español y de la selección catalana, hasta que en 1979 ingresó en el organigrama técnico del FC Barcelona. Dirigió a varios equipos del fútbol base azulgrana, logrando dos campeonatos de España con los infantiles y dos Copas del Rey con los juveniles. La temporada 1983/84 se hizo cargo del Barcelona Amateur, al que esa misma campaña llevó de Tercera a Segunda División B. La temporada 1984/85 fue ascendido al Barcelona Atlètic y se mantuvo tres campañas al frente del filial, todas ellas en Segunda División.
Al finalizar la temporada 1986/87 fue nombrado adjunto a José Luis Romero, coordinador general del fútbol base barcelonista. y técnico del Juvenil A. Se mantuvo un año en el banquillo, siendo subcampeón de Copa. Al año siguiente pasó al Infantil, un año más tarde al Cadete y luego de nuevo al Juvenil. En 1996 dejó los banquillos por los despachos, al ser nombrado coordinador general del fútbol base del club, junto a Oriol Tort. Dos años después, Martínez Vilaseca fue nombrado director de fichajes, en lugar de Bobby Robson. En 2003, con la llegada de Louis van Gaal al banquillo del primer equipo, fue nombrado responsable del departamento de scouting, encargado de elaborar los informes de los equipos rivales y realizar el seguimiento a los jugadores susceptibles de ser fichados. Ocupó el cargo hasta que se jubiló en 2008, después que el club decidese no renovarle el contrato.
A lo largo de sus 29 años ligado al fútbol base barcelonista, Martínez Vilaseca fue el descubridor y responsable del fichaje de jugadores como Guillermo Amor, Iván de la Peña, Luis García, Mikel Arteta, Xavi Hernández, Andrés Iniesta, Carles Puyol, Sergio García, Cesc Fàbregas o Bojan Krkić.

## Selección nacional
Fue convocado en una ocasión por la selección militar.